# Adalbert Ier de Salzbourg
Pour les articles homonymes, voir Adalbert Ier et Adalbert.
Adalbert Ier, mort le 30 juillet 874 à Salzbourg, était archevêque de Salzbourg pour quelques mois et abbé du monastère de Saint-Pierre.
Il succède à Adalwin, mort le 14 mai 873, et précède Theotmar.